# Leigneux
Leigneux is een gemeente in het Franse departement Loire (regio Auvergne-Rhône-Alpes) en telt 349 inwoners (2005). De plaats maakt deel uit van het arrondissement Montbrison.

## Geografie
De oppervlakte van Leigneux bedraagt 4,6 km², de bevolkingsdichtheid is 75,9 inwoners per km².
De onderstaande kaart toont de ligging van Leigneux met de belangrijkste infrastructuur en aangrenzende gemeenten.

## Demografie
Onderstaande figuur toont het verloop van het inwonertal (bron: INSEE-tellingen).